# 다카기촌 (후쿠시마현)
다카기촌(高城村)은 후쿠시마현 히가시시라카와군에 있었던 촌이다. 1955년 3월 31일 다카기촌 촌역을 분할, 일부는 하나와사사하라정, 이시이촌과 합병하여 하나와정이 신설되고, 나머지 일부는 도요사토촌과 합병하여 야마쓰리정이 신설되고 폐지되었다.

## 역사
- 1889년 4월 1일 - 정촌제 시행에 의해 7촌이 합병해 히가시시라카와군 다카기촌이 성립하였다.
- 1955년 3월 31일 - 시정촌 합병에 의하여 다카기촌은 소멸하였다.
  - 다카기촌의 일부는 하나와사사하라정, 이시이촌과 합병하여 하나와정 신설
  - 다카기촌의 나머지 일부는 도요사토촌과 합병하여 야마쓰리정이 신설되었다.

## 인구
- 1889년 3,637
- 1920년 4,916
- 1947년 6,180

## 교통

### 철도
- 일본국유철도(→동일본 여객철도)
  - 스이군선

### 도로
- 2급 국도
  - 국도 118호선

## 참고 문헌
- 角川日本地名大辞典編纂委員会『角川日本地名大辞典 7 福島県』、角川書店、1981年 ISBN 4-04-001070-1
- 日本加除出版株式会社編集部『全国市町村名変遷総覧』、日本加除出版、2006年、ISBN 4-8178-1318-0